# ملعب فاييكاس
ملعب فاييكاس (بالإسبانية: Campo de Fútbol de Vallecas)‏ ويعرف باسم ملعب تيريزا ريفيرو (بالإسبانية: Estadio Teresa Rivero)‏، هو ملعب كرة قدم يقع في حي فاييكاس بمدينة مدريد في إسبانيا، يتسع إلى 14٬708 متفرج، وهو الملعب الرسمي لنادي رايو فايكانو الذي يلعب في الدوري الإسباني، يُعتبر من ملاعب كرة القدم القديمة في إسبانيا إذ يعود تاريخ بناءه إلى سنة 1924م، وتم إعادة تهيئته بين عامي 1972–1976م، سُمي الملعب عدة أسماء خلال تاريخه حتى استقر منذ سنة 1976م على اسمه الحالي ستاد فاييكاس، كان الملعب الرسمي لنادي سبورتنج دي مدريد بين عامي 1930–1932م، وخلال عامي 1939–1943م كان الملعب الرسمي لنادي أتلتيكو مدريد، ومنذ عام 1957م حتى الآن هو ملعب رايو فايكانو.